# Zuo Fen
Zuo Fen (chino:左芬; Linzi, c. 255–300) poetisa china de la dinastía Jin (265-420) conocida también como Zuo Jiu Pin.
Hermana del también escritor Zuo Si, nació en una modesta familia de escolásticos confucianista. Su madre murió joven y su padre Zuo Yong llegó a ser oficial de los archivos imperiales. Tuvo una muy buena educación literaria.
En 272 se hizo concubina del Emperador Wu de Jin. En la corte, escribió Rapsodia de ideas sobre la separación, donde expresaba su frustración al estar separada de su familia y el resto del mundo. Pero a pesar de su disgusto en el palacio, logró ascender a noble concubina.
El emperador, a menudo le pedía escritos, pero era muy enfermiza y no jugó un rol importante en la corte. Cuando la Emperatriz Yang Yan falleció, escribió una canción de duelo en su honor.
Zuo Fen falleció en 300.